# Centro Amazónico de Investigación y Control de Enfermedades Tropicales
El Centro Amazónico de Investigación y Control de Enfermedades Tropicales "Simón Bolívar " (CAICET) es una institución académico-asistencial del estado venezolano fundada en Puerto Ayacucho (Amazonas, Venezuela) en 1982 por iniciativa de un grupo de científicos liderados por el investigador uruguayo Luis Yarzábal, gracias al apoyo del gobierno regional de Amazonas presidido por el médico sanitarista Armando Sánchez Contreras.
Su creación formó parte de un programa interinstitucional (PROICET-Amazonas) apoyado internacionalmente, destinado a investigar acerca de las principales enfermedades infecciosas endémicas en la región, prestar servicios médicos pertinentes a las poblaciones afectadas (particularmente a las etnias originarias habitantes de la zona), y servir como centro de integración de las actividades de dicho programa. La apertura del centro congregó a decenas de investigadores del país y del exterior, representantes de la Organización Mundial de la Salud (OMS), y estuvo acompañada de la presencia del alto gobierno nacional, incluyendo al presidente Luis Herrera Campíns, representado por el ministro de Ciencia y Tecnología, Raimundo Villegas. En el año 2006 el centro fue transformado en servicio autónomo pasando a llamarse "SACAICET" (Servicio Autónomo Centro Amazónico de Investigación y Control de Enfermedades Tropicales “Simón Bolívar”), manteniéndose su adscripción al Ministerio de Salud.

## Historia

### Narrativa

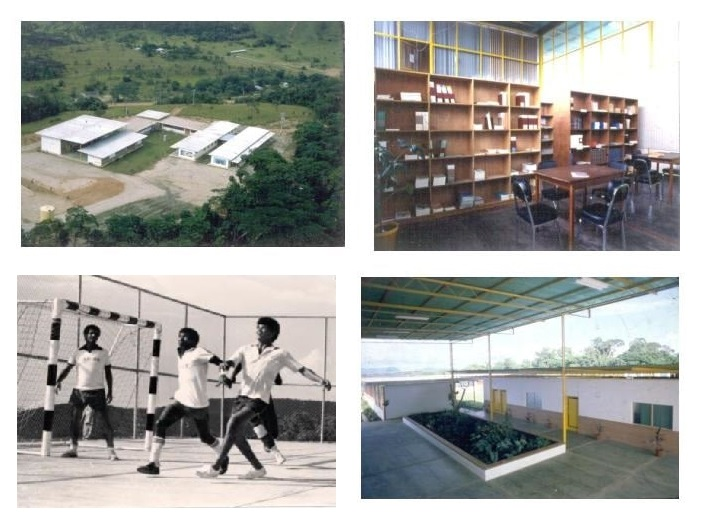
Sede CAICET, fotocomposición

En 1975 se descubrió un foco de oncocercosis (ceguera de los ríos) en la población yanomami del entonces llamado Territorio Federal Amazonas (TFA, actualmente Estado Amazonas). Con tal motivo, investigadores de la Sección de Inmunología Parasitaria Instituto Nacional de Dermatología (INDER- hoy Instituto de Biomedicina) liderizado por Luis Yarzábal, iniciaron una línea de investigación para entender mejor las manifestaciones clínicas de la enfermedad en la región amazónica, conocer su patogenia, mejorar su diagnóstico, producir reactivos para pruebas serológicas de diagnóstico, identificar antígenos aptos para elaborar una vacuna y, en algún momento ensayar nuevos tratamientos medicamentosos. Las actividades iniciales de esa investigación revelaron que, además de la oncocercosis, la malaria, la leishmaniasis, las parasitosis intestinales, la hepatitis B, la gripe, el sarampión y la tos ferina constituían importantes problemas de salud para la población del territorio, afectando particularmente a los pueblos originarios radicados en el área. 

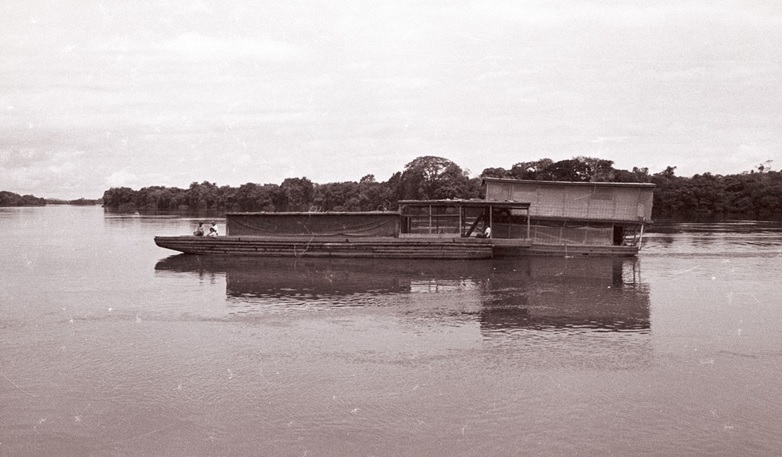
Laboratorio Fluvial CAICET

 Ante ello, propusieron la creación de un programa más amplio de investigación y atención médica en enfermedades infecciosas denominado PROICET-Amazonas. Ello condujo a la creación legal del CAICET por la gobernación del Territorio Amazonas en febrero de 1983, y a la construcción de su sede en la cima de un cerro de la periferia de Puerto Ayacucho (hoy denominado Cerro Caicet) mediante financiamiento del gobierno regional. La obra se concretó en seis meses, siendo inaugurada el 12 de octubre de 1982, con lo cual la infraestructura física del programa quedó compuesta por las instalaciones del CAICET en Puerto Ayacucho, 2 laboratorios situados en Caracas, 3 ambulatorios rurales del alto Orinoco, 1 vehículo automotor; 1 embarcación fluvial con laboratorio y 2 embarcaciones tipo "curiara" (hechas en troncos ahuecados), todo ello coordinado desde la sede de CAICET.

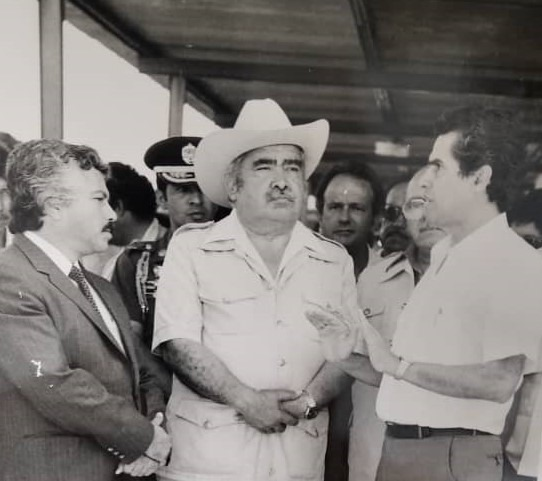
Visita del presidente Herrera Campins, CAICET - 1983

Además de obtener el apoyo del gobierno local, a lo largo de su implementación el programa PROICET-Amazonas logró obtener apoyo del Ministerio de Sanidad y Asistencia Social (al cual quedó el CAICET administrativamente adscrito), así como de otras entidades, entre ellas el Consejo Nacional de Investigaciones Científicas y Tecnológicas de Venezuela (hoy FONACIT, subvención CONICIT S1-1128,1979), la Universidad Central de Venezuela, la Corporación Venezolana de Guayana (CVG), el Instituto Nacional de Higiene "Rafael Rangel", el gobierno de Francia (DGRST), el Programa de las Naciones Unidas para el Desarrollo (PNUD), el Banco Mundial, y las propias comunidades indígenas.
De ese modo, progresivamente el CAICET se convirtió en un centro de referencia nacional e internacional que ha generado muchas publicaciones científicas con importante impacto para el control de enfermedades endémicas y otros problemas de salud en la región.

### Decretos
El día 5 de febrero de 1983, la Gobernación del TFA creó formalmente al CAICET y designó a Luis Yarzábal Director del Centro (Gobernación del Territorio Federal Amazonas, decreto n.º 07, 5 de febrero de 1983)..  En octubre del mismo año, la Presidencia de la República de Venezuela ratificó la decisión del Gobierno territorial y adscribió el CAICET al Ministerio de Sanidad y Asistencia Social (Presidencia de la República de Venezuela, Decreto n.º 2268 del 6 de octubre de 1983. Gaceta Oficial, Año CXI, mes 1, n.º 32836, del 20 de octubre de 1983).  El MSAS ubicó al CAICET en el ámbito funcional de la Dirección General Sectorial de Salud y confirmó al director designado por la Gobernación del TFA (MSAS, Resolución n.º G 444 del 9 de diciembre de 1983 y Oficio n.º 2158 del 16 de diciembre de 1983).

### Principales logros
Entre los logros alcanzados por la institución se ha referido el estudio del hábitat de los insectos simúlidos transmisores de filariasis y el descubrimiento de nuevas especies de tales simúlidos (Simulim sanchezi), sus diversas contribuciones al control regional de parasitosis como la estrongiloidiasis, enfermedad de Chagas, oncocercosis, y malaria; su contribución al diseño y desarrollo del Plan de Salud Yanomami (PSY), la formación  de agentes indígenas  de salud, la supresión de la transmisión de oncocercosis en el foco amazónico, la firma de un convenio Brasil-Venezuela para la integración de acciones para eliminar la oncocercosis y prestar atención en salud en el  área Yanomami, y la  elaboración de un mapa binacional de endemicidad de oncocercosis Venezuela-Brasil.

## Directores
- 1982 - 1989  Luis Yarzábal
- 1989 - 1994 Izaskun Petralanda
- 1994 - 1995 José Vicente Scorza
- 1995 - 1999 Carlos Botto[25]
- 2000 - 2001 Gregorio Sánchez
- 2002 - 2021 América Perdomo[26]
- Desde 2021 - Dagmarys Ortega Quijada[27]

## Eventos
Entre los eventos científicos realizados en la sede de CAICET se pueden mencionar:
- 1982 (octubre 13 al 15) Seminario internacional Filariasis humanas en el Territorio Federal Amazonas.[3]
- 1983 (octubre 15 al 17) Seminario internacional La oncocercosis en América. Realizado con el patrocinio de CONICIT.[28]
- 1995 Jornadas Exitosas en Gestión de Salud Pública.[2]
- 1999 (Nov 24-26) Taller “Estrategias de Intervención en Salud hacia la población Yanomami, con énfasis en Oncocercosis”, organizado con el auspicio del Programa de Eliminación de la Oncocercosis para las Américas.[29]

## Publicaciones
CAICET es referido como sede de más de 200 publicaciones científicas. Algunas de las más citadas son: 
- Des Moutis, I.; Ouaissi, A.; Grzych, J. M.; Yarzabal, L.; Haque, A.; Capron, A. (1983-05). «Onchocerca volvulus: detection of circulating antigen by monoclonal antibodies in human onchocerciasis». The American Journal of Tropical Medicine and Hygiene 32 (3): 533-542. ISSN 0002-9637. PMID 6859399. doi:10.4269/ajtmh.1983.32.533.[31] 61 citas, Mayo de 2022.[32]
- Petralanda, I.; Yarzabal, L.; Piessens, W. F. (1986-04). «Studies on a filarial antigen with collagenase activity». Molecular and Biochemical Parasitology 19 (1): 51-59. ISSN 0166-6851. PMID 2423872. doi:10.1016/0166-6851(86)90065-4.[33] 61 citas, Mayo 2022[32]
- Grillet, María-Eugenia; Basáñez, María-Gloria; Vivas-Martínez, Sarai; Villamizar, Nestor; Frontado, Hortensia; Cortez, José; Coronel, Pablo; Botto, Carlos (1 de julio de 2001). «Human Onchocerciasis in the Amazonian Area of Southern Venezuela: Spatial and Temporal Variations in Biting and Parity Rates of Black Fly (Diptera: Simuliidae) Vectors». Journal of Medical Entomology (en inglés) 38 (4): 520-530. ISSN 0022-2585. doi:10.1603/0022-2585-38.4.520.[34] 50 citas, Mayo de 2022.[32]
- Grillet, M. E.; Basáñez, M. G.; Vivas-Martínez, S.; Villamizar, N.; Frontado, H.; Cortez, J.; Coronel, P.; Botto, C. (2001-07). «Human onchocerciasis in the Amazonian area of southern Venezuela: spatial and temporal variations in biting and parity rates of black fly (Diptera: Simuliidae) vectors». Journal of Medical Entomology 38 (4): 520-530. ISSN 0022-2585. PMID 11476332. doi:10.1603/0022-2585-38.4.520.[35] 50 citas, Mayo 2022[32]
- Magris, M.; Rubio-Palis, Y.; Alexander, N.; Ruiz, B.; Galván, N.; Frias, D.; Blanco, M.; Lines, J. (2007-03). «Community-randomized trial of lambdacyhalothrin-treated hammock nets for malaria control in Yanomami communities in the Amazon region of Venezuela». Tropical medicine & international health: TM & IH 12 (3): 392-403. ISSN 1360-2276. PMID 17313511. doi:10.1111/j.1365-3156.2006.01801.x.[36] 63 citas, Mayo 2022[32]
- Abadía, Edgar; Sequera, Monica; Ortega, Dagmarys; Méndez, María Victoria; Escalona, Arnelly; Da Mata, Omaira; Izarra, Elix; Rojas, Yeimy et al. (2009-12). «Mycobacterium tuberculosis ecology in Venezuela: epidemiologic correlates of common spoligotypes and a large clonal cluster defined by MIRU-VNTR-24». BMC Infectious Diseases (en inglés) 9 (1): 122. ISSN 1471-2334. PMC 2739208. PMID 19660112. doi:10.1186/1471-2334-9-122.[37] 82 citas, Mayo 2022[32]
- Contreras, Monica; Costello, Elizabeth K.; Hidalgo, Glida; Magris, Magda; Knight, Rob; Dominguez-Bello, Maria G. (1 de noviembre de 2010). «The bacterial microbiota in the oral mucosa of rural Amerindians». Microbiology (en inglés) 156 (11): 3282-3287. ISSN 1350-0872. doi:10.1099/mic.0.043174-0.[38] 72 citas, Mayo 2022[32]
- Clemente, Jose C.; Pehrsson, Erica C.; Blaser, Martin J.; Sandhu, Kuldip; Gao, Zhan; Wang, Bin; Magris, Magda; Hidalgo, Glida et al. (3 de abril de 2015). «The microbiome of uncontacted Amerindians». Science Advances (en inglés) 1 (3): e1500183. ISSN 2375-2548. PMC 4517851. PMID 26229982. doi:10.1126/sciadv.1500183.[39] 701 citas, Mayo 2022[32]
- Lalremruata, Albert; Magris, Magda; Vivas-Martínez, Sarai; Koehler, Maike; Esen, Meral; Kempaiah, Prakasha; Jeyaraj, Sankarganesh; Perkins, Douglas Jay et al. (2015-09). «Natural infection of Plasmodium brasilianum in humans: Man and monkey share quartan malaria parasites in the Venezuelan Amazon». EBioMedicine 2 (9): 1186-1192. ISSN 2352-3964. PMC 4588399. PMID 26501116. doi:10.1016/j.ebiom.2015.07.033.[40] 124 citas, Mayo 2022[32]